# 俄羅斯國立體育、運動、青年與旅遊大學
俄羅斯國立體育、運動、青年與旅遊大學（俄语：Российский государственный университет физической культуры, спорта, молодёжи и туризма），肈始于1918年5月29日成立的莫斯科体育文化研究所。

## 历史
創建教育機構的想法來自弗拉基米尔·邦奇-布鲁耶维奇的妻子维拉·米哈伊洛夫娜·邦奇-布里耶维奇（1868-1918），在十月革命後，從1917年12月20日起，組織並領導了人民教育委員會的學校衛生部門（Narcompros））1917年12月20日革命后，她组织并领导了教育委员会学校卫生司。